# Gran Premio del Canada 2017
Il Gran Premio del Canada 2017 è stata la settima prova della stagione 2017 del campionato mondiale di Formula 1. La gara si è disputata domenica 11 giugno 2017 sul circuito Gilles Villeneuve di Montréal ed è stata vinta dal britannico Lewis Hamilton su Mercedes, al suo cinquantaseiesimo successo nel mondiale. Hamilton ha preceduto all'arrivo il suo compagno di squadra, il finlandese Valtteri Bottas e l'australiano Daniel Ricciardo su Red Bull Racing-TAG Heuer.
Il pilota britannico ha ottenuto, inoltre, il suo quarto Grand Chelem in carriera, per aver conquistato pole, vittoria, aver fatto segnare il giro più veloce ed essere stato in testa alla gara dall'inizio alla fine.

## Vigilia

### Sviluppi futuri
Gli organizzatori del gran premio siglano l'accordo con la F1, per il mantenimento in calendario della gara fino al 2029.

### Aspetti tecnici
La Pirelli, fornitrice unica degli pneumatici, annuncia che, per il Gran Premio, fornirà coperture di mescola ultrasoft, supersoft e soft.
La Federazione Internazionale dell'Automobile concede ai piloti di utilizzare il Drag Reduction System sul lungo rettilineo tra la curva dell'Epingle, e sul rettilineo dei box. Vi è un solo detection point, punto per la determinazione del distacco fra i piloti, posizionato dopo la curva 9.
La Federazione impone anche dei cambiamenti alla pista, per ragioni di sicurezza, in seguito alle maggiori velocità toccate dalle monoposto. Sono stati sostituiti i vecchi guard rail, e sono state aggiunte delle nuove protezioni, in particolare all'ultima chicane, spesso luogo di incidenti. La via di fuga alla curva 8 è stata asfaltata. Viene stabilito anche che, il pilota che non tiene la pista, alla curva 9, deve rientrare sul tracciato percorrendo la via di fuga.

### Aspetti sportivi
Fernando Alonso, dopo aver saltato il Gran Premio di Monaco, per partecipare alla 500 Miglia di Indianapolis, riprende il suo volante alla McLaren. Il pilota tedesco della Sauber, Pascal Wehrlein, è confermato alla guida dalla sua monoposto, nonostante l'incidente che lo ha coinvolto nella gara precedente.
L'ex pilota di F1, l'irlandese Derek Daly, è nominato commissario aggiunto, per la gara, da parte della FIA; Daly ha svolto in passato tale funzione in diverse occasioni, l'ultima al Gran Premio d'Europa 2016.

## Prove

### Resoconto
Il più veloce, nelle prime prove libere, è Lewis Hamilton (l'unico sotto il minuto e quattordici), che lascia a due decimi Sebastian Vettel, che a sua volta precede l'altro pilota della Mercedes, Valtteri Bottas. Le condizioni della pista, poco gommata, hanno portato a diversi errori dei piloti, con i due della Scuderia Ferrari autori di testacoda. I due piloti spagnoli, Fernando Alonso e Carlos Sainz Jr., non hanno potuto, di fatto, svolgere la sessione, per dei problemi tecnici alle loro monoposto. Anche Daniel Ricciardo, a causa di un guasto all'ERS, è stato limitato nel corso della sessione.
Nella sessione pomeridiana Kimi Räikkönen scende sotto il minuto e tredici secondi, ottenendo il miglior tempo di giornata. Il finlandese ha colto il tempo in configurazione da qualifica, con gomme ultrasoft. Il ferrarista è stato molto veloce anche nella simulazione di gara. Al secondo posto di è classificato Hamilton, che ha preceduto Vettel. Si è avvicinato ai tempi di Ferrari e Mercedes anche Max Verstappen, che poi ha dovuto abbandonare per un problema meccanico. La direzione di gara, per consentire di spostare dal tracciato la sua Red Bull Racing, ha interrotto la sessione, con bandiere rosse. L'altro pilota della scuderia anglo-austriaca, Ricciardo, è stato invece nuovamente penalizzato da un problema tecnico, questa volta al motore. Alonso, dopo le difficoltà del mattino, si è issato al settimo posto della graduatoria.
Al sabato le due Ferrari si portano ai primi due posti della classifica, e tra l'altro, chiudono la sessione in anticipo, avendo completato il lavoro previsto per la stessa. Non molto lontano dai tempi delle vetture di Maranello si è classificato Lewis Hamilton, che però sconta una maggiore difficoltà a mandare in temperatura gli pneumatici. davanti all'altro pilota della Mercedes, Valtteri Bottas, si pone Max Verstappen, che riesce a concludere la sessione senza problemi tecnici.

### Risultati
Nella prima sessione del venerdì si è avuta questa situazione: 
| Pos | Nº | Pilota           | Costruttore | Tempo    | Gap    | Giri |
| --- | -- | ---------------- | ----------- | -------- | ------ | ---- |
| 1   | 44 | Lewis Hamilton   | Mercedes    | 1'13"809 |        | 36   |
| 2   | 5  | Sebastian Vettel | Ferrari     | 1'14"007 | +0"198 | 28   |
| 3   | 77 | Valtteri Bottas  | Mercedes    | 1'14"046 | +0"237 | 21   |

Nella seconda sessione del venerdì si è avuta questa situazione:
| Pos | Nº | Pilota           | Costruttore | Tempo    | Gap    | Giri |
| --- | -- | ---------------- | ----------- | -------- | ------ | ---- |
| 1   | 7  | Kimi Räikkönen   | Ferrari     | 1'12"935 |        | 41   |
| 2   | 44 | Lewis Hamilton   | Mercedes    | 1'13"150 | +0"215 | 41   |
| 3   | 5  | Sebastian Vettel | Ferrari     | 1'13"200 | +0"265 | 41   |

Nella terza sessione del sabato si è avuta questa situazione:
| Pos | Nº | Pilota           | Costruttore | Tempo    | Gap    | Giri |
| --- | -- | ---------------- | ----------- | -------- | ------ | ---- |
| 1   | 5  | Sebastian Vettel | Ferrari     | 1'12"572 |        | 20   |
| 2   | 7  | Kimi Räikkönen   | Ferrari     | 1'12"864 | +0"292 | 19   |
| 3   | 44 | Lewis Hamilton   | Mercedes    | 1'12"926 | +0"354 | 22   |

## Qualifiche

### Resoconto

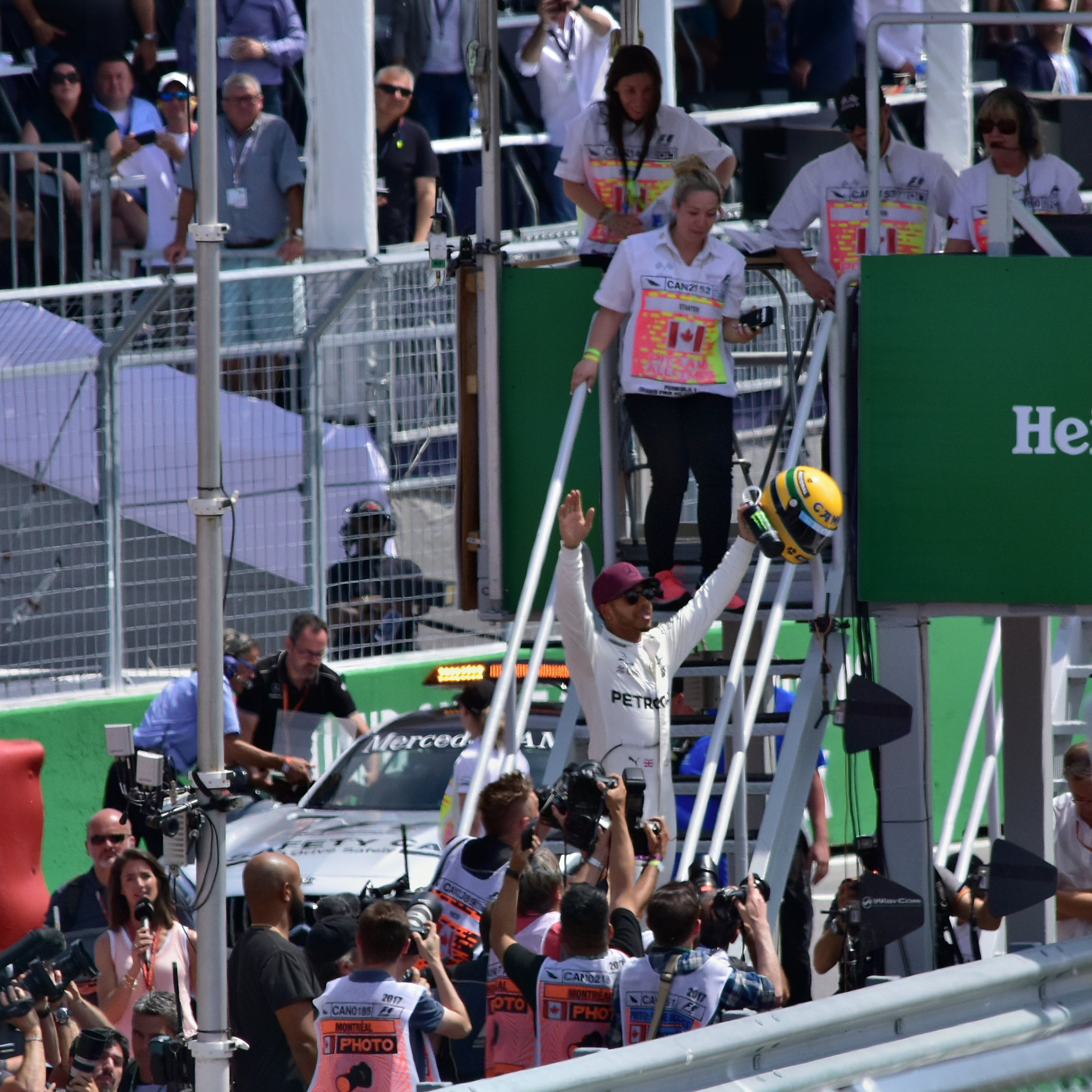
Lewis Hamilton festeggia il raggiungimento della sua sessantacinquesima pole position in Formula 1, con cui appaia Ayrton Senna nella classifica di tutti i tempi.

Nella prima fase tutti i piloti, ad eccezioni di quelli della Scuderia Ferrari montano gomme ultramorbide. La testa della classifica viene combattuta tra i piloti della casa italiana e quelli della Mercedes, anche se Kimi Räikkönen tocca il muretto, così come il pilota della McLaren Stoffel Vandoorne. Negli ultimi istanti della Q1 Pascal Wehrlein esce di pista, danneggiando l'anteriore della sua Sauber. Le bandiere gialle, subito esposte, impediscono ai piloti a rischio eliminazione, di migliorarsi. Sono così eliminati, oltre al tedesco, l'altro pilota della Sauber, Marcus Ericsson, poi Kevin Magnussen, Lance Stroll e Vandoorne.
Nella seconda fase Carlos Sainz Jr. rischia l'incidente, ma evita danni alla sua monoposto, mentre Sebastian Vettel, dopo un errore, è solo quarto, dietro alle Mercedes e a Räikkönen. Nei minuti finali della Q2 nessuno riesce a battere il tempo di Hamilton, e vengono esclusi, dalla fase decisiva, Jolyon Palmer, Romain Grosjean, Carlos Sainz Jr., Fernando Alonso e Daniil Kvjat che, sfiorando un muretto, ha anche subito la foratura di uno pneumatico.
In Q3 le due Mercedes ottengono subito tempi di vertice, con Hamilton che ritocca il record della pista. Sebastian Vettel riesce a portarsi a 5 millesimi dal tempo del britannico, che però abbassa ancora il suo limite. Vettel tenta anche un secondo giro veloce, ma senza successo. La seconda fila è interamente finlandese, con Bottas e Räikkönen.
Lewis Hamilton ottiene la sua sessantacinquesima pole position, eguagliando così il numero di partenza al palo di Ayrton Senna.
Al termine delle prove, viene sostituito il cambio sulla vettura di Pascal Wehrlein, che viene così penalizzato di 5 posizioni sulla griglia di partenza. A seguito di altre modifiche sulla vettura del tedesco, lo stesso parte dalla corsia dei box.

### Risultati
Nella sessione di qualifica si è avuta questa situazione:
| Pos                         | Nº | Pilota            | Costruttore               | Q1       | Q2       | Q3       | Griglia |
| --------------------------- | -- | ----------------- | ------------------------- | -------- | -------- | -------- | ------- |
| 1                           | 44 | Lewis Hamilton    | Mercedes                  | 1'12"692 | 1'12"496 | 1'11"459 | 1       |
| 2                           | 5  | Sebastian Vettel  | Ferrari                   | 1'13"046 | 1'12"749 | 1'11"789 | 2       |
| 3                           | 77 | Valtteri Bottas   | Mercedes                  | 1'12"685 | 1'12"563 | 1'12"177 | 3       |
| 4                           | 7  | Kimi Räikkönen    | Ferrari                   | 1'13"548 | 1'12"580 | 1'12"252 | 4       |
| 5                           | 33 | Max Verstappen    | Red Bull Racing-TAG Heuer | 1'13"177 | 1'12"751 | 1'12"403 | 5       |
| 6                           | 3  | Daniel Ricciardo  | Red Bull Racing-TAG Heuer | 1'13"543 | 1'12"810 | 1'12"557 | 6       |
| 7                           | 19 | Felipe Massa      | Williams-Mercedes         | 1'13"435 | 1'13"012 | 1'12"858 | 7       |
| 8                           | 11 | Sergio Pérez      | Force India-Mercedes      | 1'13"470 | 1'13"262 | 1'13"018 | 8       |
| 9                           | 31 | Esteban Ocon      | Force India-Mercedes      | 1'13"520 | 1'13"320 | 1'13"135 | 9       |
| 10                          | 27 | Nico Hülkenberg   | Renault                   | 1'13"804 | 1'13"406 | 1'13"271 | 10      |
| 11                          | 26 | Daniil Kvjat      | Toro Rosso                | 1'13"802 | 1'13"690 | N.D.     | 11      |
| 12                          | 14 | Fernando Alonso   | McLaren-Honda             | 1'13"669 | 1'13"693 | N.D.     | 12      |
| 13                          | 55 | Carlos Sainz Jr.  | Toro Rosso                | 1'14"051 | 1'13"756 | N.D.     | 13      |
| 14                          | 8  | Romain Grosjean   | Haas-Ferrari              | 1'13"780 | 1'13"839 | N.D.     | 14      |
| 15                          | 30 | Jolyon Palmer     | Renault                   | 1'13"990 | 1'14"293 | N.D.     | 15      |
| 16                          | 2  | Stoffel Vandoorne | McLaren-Honda             | 1'14"182 | N.D.     | N.D.     | 16      |
| 17                          | 18 | Lance Stroll      | Williams-Mercedes         | 1'14"209 | N.D.     | N.D.     | 17      |
| 18                          | 20 | Kevin Magnussen   | Haas-Ferrari              | 1'14"318 | N.D.     | N.D.     | 18      |
| 19                          | 9  | Marcus Ericsson   | Sauber-Ferrari            | 1'14"495 | N.D.     | N.D.     | 19      |
| 20                          | 94 | Pascal Wehrlein   | Sauber-Ferrari            | 1'14"810 | N.D.     | N.D.     | PL      |
| Tempo limite 107%: 1'17"772 |    |                   |                           |          |          |          |         |

In grassetto sono indicate le migliori prestazioni in Q1, Q2 e Q3.

## Gara

### Resoconto

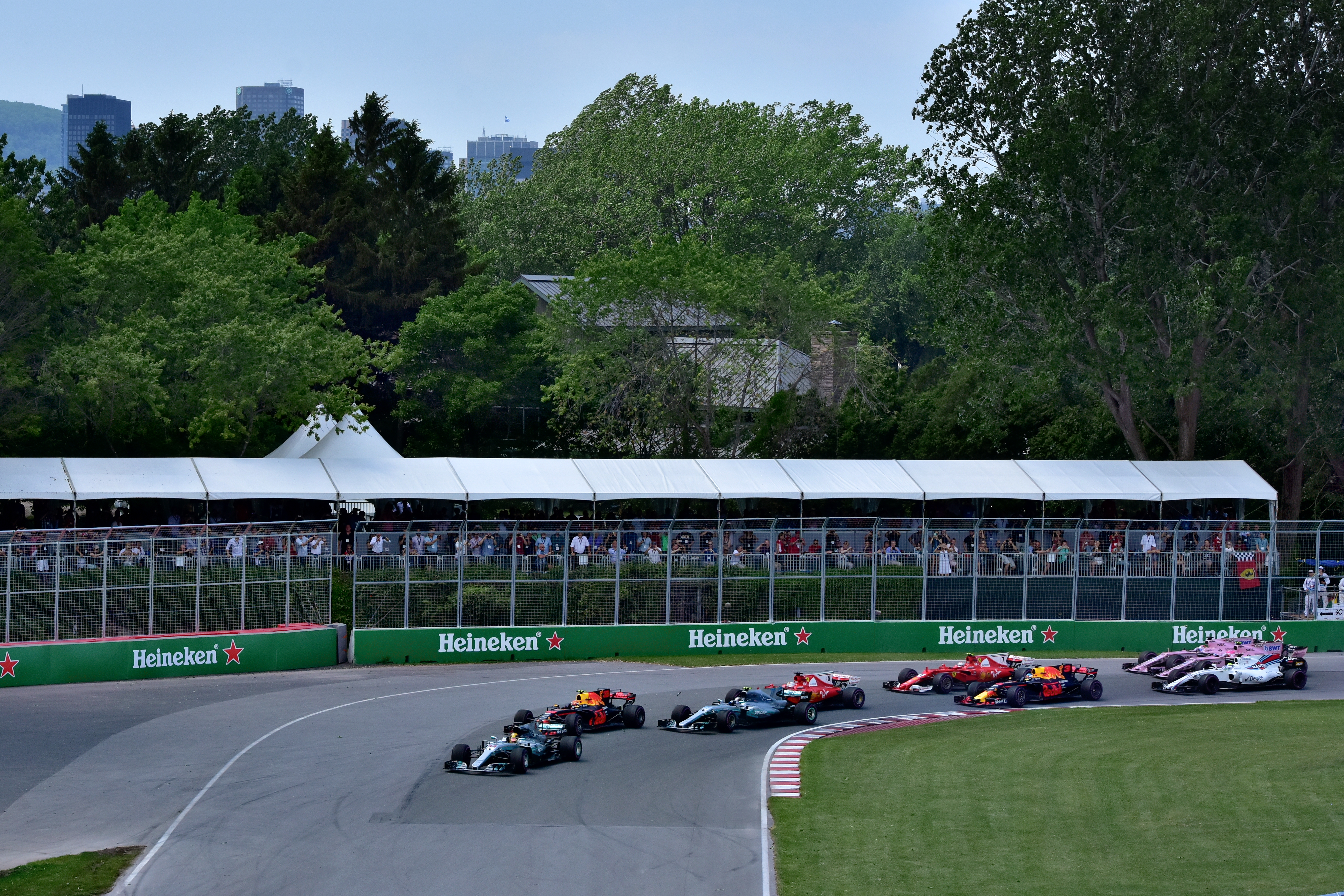
I piloti affrontano la prima curva dopo la partenza

Alla partenza del giro di ricognizione, Daniil Kvjat non parte subito, ma resta fermo sulla griglia per qualche istante, prima di essere aiutato dai suoi meccanici a prendere il via. Il russo sarà, durante la gara, penalizzato, per non essere riuscito a riprendere la sua posizione sulla griglia, prima che il gruppo tagliasse la linea della Safety Car.
Al via Lewis Hamilton mantiene la testa della gara, mentre al secondo posto s'infila Max Verstappen, davanti a Valtteri Bottas. Sebastian Vettel è quarto, con l'ala anteriore danneggiata dallo stesso olandese della Red Bull Racing; l'altro pilota del team anglo-austriaco, Daniel Ricciardo, è quinto, dopo aver passato Kimi Räikkönen. Nelle retrovie, alla prima chicane, Romain Grosjean urta la vettura di Carlos Sainz Jr., che perde il controllo della sua monoposto e termina contro la Williams di Felipe Massa: questi due piloti sono costretti al ritiro. La direzione di gara congela il gran premio, inviando in pista la Safety Car.
Al terzo giro la gara riprende nella sua valenza sportiva: Verstappen attacca subito Hamilton, che si difende con successo; cerca di approfittarne Bottas che, a sua volta, tenta il sorpasso su Verstappen, ma anche in questo caso il tentativo non va a buon fine. Kimi Räikkönen pone due gomme sull'erba, perde velocità, venendo passato da Sergio Pérez, per la quinta posizione. Al quinto giro Vettel va ai box per sostituire l'ala danneggiata alla partenza, che ha perso altri pezzi nel frattempo. Scende in diciottesima, e ultima, posizione.
La gara di Max Verstappen termina al decimo giro, per un guaio tecnico. L'olandese parcheggia la vettura in punto pericoloso della pista; la direzione di gara stabilisce il regime di Virtual Safety Car. Dopo quattro giri la gara riprende: Lewis Hamilton comanda la gara, davanti al compagno di team Valtteri Bottas, poi Daniel Ricciardo, Sergio Pérez, Kimi Räikkönen, Esteban Ocon e Fernando Alonso.
Al giro 17 c'è la sosta di Kimi Räikkönen, seguito, dopo un giro, da Daniel Ricciardo, che è l'unico ha optare per le morbide. Nel frattempo, complici le soste di vari piloti, Vettel risale al decimo posto, dopo aver passato Nico Hülkenberg. Pérez si ferma al giro 20, ma mantiene la posizione di vantaggio su Kimi Räikkönen.
Vettel passa anche Lance Stroll e Kevin Magnussen, scalando ottavo, dietro ad Alonso. Al ventitreesimo giro si ferma Bottas, che monta gomme morbide. Ocon ora è secondo, alle spalle di Hamilton, seguono Bottas, Ricciardo, Pérez, poi le due Ferrari, con Vettel che, al giro 27, ha sorpassato anche Fernando Alonso.
Magnussen subisce una penalizzazione di 5 secondi, per aver passato Vandoorne, in regime di Virtual Safety Car. Al giro 31 si fermano sia Vettel, per la seconda volta (ove monta super soft) che Ocon. Il tedesco della Scuderia Ferrari è settimo, proprio dietro al pilota della Force India.
Kimi Räikkönen effettua la sua seconda sosta al giro 41, e rientrando in gara dopo il compagno di team. Mentre si accende la lotta per la terza posizione, con Ricciardo che si difende da Pérez, Vettel effettua una terza sosta, al giro 49. Esce nuovamente dietro a Kimi Räikkönen.
Al cinquantasettesimo giro Kvjat si ritira, dopo un lungo pit stop, nel quale i meccanici avevano anche sostituito le gomme super soft, appena montate, con un treno di gomme soft. Al pit stop, al pilota russo, sono stati fatti scontare altri 10 secondi di penalità, per la violazione del regolamento al via, dopo che era stato già penalizzato con un drive through. Al giro 60 Kimi Räikkönen effettua un lungo all'ultima chicane, e viene passato da Vettel.
Negli ultimi giri Sebastian Vettel si avvicina al duo della Force India, passando Esteban Ocon al giro 65, con una manovra alla prima curva, e Pérez, a due giri dalla fine, conquistando il quarto posto.
Lewis Hamilton s'impone per la cinquantaseiesima volta nel mondiale, ottenendo anche il quarto Grand Chelem in F1. Per la Mercedes è la trentasettesima doppietta, grazie al secondo posto di Bottas. Il pilota di casa, Lance Stroll, ottiene il primo arrivo a punti in carriera ed è il primo canadese a riuscirci dopo Jacques Villeneuve nel Gran Premio di Gran Bretagna 2006.

### Risultati
I risultati del Gran Premio sono i seguenti:
| Pos | Nº | Pilota            | Costruttore               | Giri | Tempo/Ritiro               | Griglia | Punti |
| --- | -- | ----------------- | ------------------------- | ---- | -------------------------- | ------- | ----- |
| 1   | 44 | Lewis Hamilton    | Mercedes                  | 70   | 1h33'05"154                | 1       | 25    |
| 2   | 77 | Valtteri Bottas   | Mercedes                  | 70   | +19"783                    | 3       | 18    |
| 3   | 3  | Daniel Ricciardo  | Red Bull Racing-TAG Heuer | 70   | +35"297                    | 6       | 15    |
| 4   | 5  | Sebastian Vettel  | Ferrari                   | 70   | +35"907                    | 2       | 12    |
| 5   | 11 | Sergio Pérez      | Force India-Mercedes      | 70   | +40"476                    | 8       | 10    |
| 6   | 31 | Esteban Ocon      | Force India-Mercedes      | 70   | +40"716                    | 9       | 8     |
| 7   | 7  | Kimi Räikkönen    | Ferrari                   | 70   | +58"632                    | 4       | 6     |
| 8   | 27 | Nico Hülkenberg   | Renault                   | 70   | +1'00"374                  | 10      | 4     |
| 9   | 18 | Lance Stroll      | Williams-Mercedes         | 69   | +1 giro                    | 17      | 2     |
| 10  | 8  | Romain Grosjean   | Haas-Ferrari              | 69   | +1 giro                    | 14      | 1     |
| 11  | 30 | Jolyon Palmer     | Renault                   | 69   | +1 giro                    | 15      |       |
| 12  | 20 | Kevin Magnussen   | Haas-Ferrari              | 69   | +1 giro                    | 18      |       |
| 13  | 9  | Marcus Ericsson   | Sauber-Ferrari            | 69   | +1 giro                    | 19      |       |
| 14  | 2  | Stoffel Vandoorne | McLaren-Honda             | 69   | +1 giro                    | 16      |       |
| 15  | 94 | Pascal Wehrlein   | Sauber-Ferrari            | 68   | +2 giri                    | PL      |       |
| 16  | 14 | Fernando Alonso   | McLaren-Honda             | 66   | Motore                     | 12      |       |
| Rit | 26 | Daniil Kvjat      | Toro Rosso                | 54   | Motore                     | 11      |       |
| Rit | 33 | Max Verstappen    | Red Bull Racing-TAG Heuer | 10   | Batteria                   | 5       |       |
| Rit | 19 | Felipe Massa      | Williams-Mercedes         | 0    | Collisione con C.Sainz Jr. | 7       |       |
| Rit | 55 | Carlos Sainz Jr.  | Toro Rosso                | 0    | Collisione con F.Massa     | 13      |       |

## Classifiche mondiali

### Piloti
| Pos | Pilota           | Punti |
| --- | ---------------- | ----- |
| 1   | Sebastian Vettel | 141   |
| 2   | Lewis Hamilton   | 129   |
| 3   | Valtteri Bottas  | 93    |
| 4   | Kimi Räikkönen   | 73    |
| 5   | Daniel Ricciardo | 67    |
| 6   | Max Verstappen   | 45    |
| 7   | Sergio Pérez     | 44    |
| 8   | Esteban Ocon     | 27    |
| 9   | Carlos Sainz Jr. | 25    |
| 10  | Felipe Massa     | 20    |
| 11  | Nico Hülkenberg  | 18    |
| 12  | Romain Grosjean  | 10    |
| 13  | Kevin Magnussen  | 5     |
| 14  | Pascal Wehrlein  | 4     |
| 15  | Daniil Kvjat     | 4     |
| 16  | Lance Stroll     | 2     |

### Costruttori
| Pos | Costruttore          | Punti |
| --- | -------------------- | ----- |
| 1   | Mercedes             | 222   |
| 2   | Ferrari              | 214   |
| 3   | Red Bull-TAG Heuer   | 112   |
| 4   | Force India-Mercedes | 71    |
| 5   | Toro Rosso           | 29    |
| 6   | Williams-Mercedes    | 22    |
| 7   | Renault              | 18    |
| 8   | Haas-Ferrari         | 15    |
| 9   | Sauber-Ferrari       | 4     |

## Decisioni della FIA
Al termine della gara, Carlos Sainz Jr. è penalizzato di tre posizioni sulla griglia di partenza nel successivo Gran Premio d'Azerbaigian a seguito dell'incidente al via. Al pilota spagnolo vengono anche sottratti due punti dalla Superlicenza.
Daniil Kvjat, oltre alle due penalità comminategli in gara, subisce la decurtazione di due punti sulla Superlicenza per non essere riuscito a riprendere la sua posizione sulla griglia prima che il gruppo tagliasse la linea della Safety Car.
Kevin Magnussen, oltre alla penalità di cinque secondi comminatagli durante la gara, subisce la decurtazione di due punti sulla Superlicenza per aver sorpassato Stoffel Vandoorne in regime di Virtual Safety Car.